# یوجی شینکاوا
یوجی شینکاوا (به ژاپنی: 新川洋司 Hiroshima-shi، به انگلیسی: Yoji Shinkawa) یک تصویرگر و هنرور ادراکی-تصویری ژاپنی است. او به خاطر طراحی شخصیت‌ها، محیط و مکانیک سری بازی‌هایی همچون متال گیر و زون آو د اندرز شهرت دارد.
زادهٔ هیروشیما، یوجی شینکاوا در سال ۱۹۹۴ برای کمپانی بازیسازی کونامی شروع به کار کرد.

## کارهای شینکاوا
- Policenauts
- متال گیر سالید
- زون آو د اندرز
- متال گیر سالید ۲: فرزندان آزادی
- زون آو د اندرز: دومین دونده
- Fu-un Shinsengumi
- متال گیر سالید ۳: اسنیک ایتر
- متال گیر سالید: پروتابل اپس
- متال گیر سالید ۴: اسلحه‌های هموطنان
- متال گیر سالید: پیس واکر